# کنجیرو نومورا
کنجیرو نومورا (انگلیسی: Kenjiro Nomura؛ زادهٔ ۱۹ سپتامبر ۱۹۶۶) بازیکن بیس‌بال اهل ژاپن است.